# Rumba (film)
Pour les articles homonymes, voir Rumba.
Pour plus de détails, voir Fiche technique et Distribution.
Rumba est un film franco-belge réalisé par Dominique Abel, Fiona Gordon et Bruno Romy, sorti en septembre 2008.

## Synopsis
Dom est instituteur. Fiona aussi. Ils partagent une passion pour la danse et participent régulièrement aux concours régionaux dont ils collectionnent les récompenses. Cette vie douce et équilibrée est chamboulée quand, au détour d'une route de campagne, Dom envoie leur voiture contre un mur, cherchant à éviter un homme au travers de la route.

## Fiche technique
- Titre : Rumba
- Réalisation et scénario : Dominique Abel, Fiona Gordon et Bruno Romy
- Sociétés de production : 
  -  Belgique : Courage Mon Amour
  -  France : MK2 Productions et Canal+
- Production : Charles Gillibert
- Production déléguée : Nathanaël Karmitz, Dominique Abel, Fiona Gordon, Marin Karmitz
- Production associée : Arlette Zylberberg
- Production exécutive : Claire Dornoy
- Photographie : Claire Childéric
- Décors : Nicolas Girault
- Costumes : Claire Dubien
- Montage : Sandrine Deegen
- Langue : français
- Budget : 2 100 000 €
- Durée : 77 minutes
- Date de sortie : septembre 2008

## Distribution
- Dominique Abel : Dom
- Fiona Gordon : Fiona
- Bruno Romy : le voleur de pain au chocolat
- Philippe Martz : Gérard
- Clément Morel

## Commentaires
Les trois acteurs-réalisateurs, inspirés par des artistes tels que Charlie Chaplin, Buster Keaton ou encore Laurel et Hardy nous emmènent dans un univers à la fois burlesque et poétique, où l'expression des corps dans le jeu d'acteurs et dans la danse tient une place essentielle.

## Autour du film
- Rumba a été présenté à la Semaine internationale de la critique du Festival de Cannes 2008[2].
- Box-office français : 171 000 entrées[3].